# Den långa svansen

Den långa svansen markerad med gult.

Den långa svansen (engelska The Long Tail) är ett begrepp inom sannolikhetslära som chefredaktören för tidskriften Wired, Chris Anderson, myntade i Wired-artikeln "The Long Tail" i oktober 2004. Den långa svansen innebär att marknaden för produkter som tidigare sålde väldigt dåligt ökar via ökad synlighet på Internet. Teorin har i stor utsträckning anammats för så kallade "nischprodukter" inom massmedieindustrierna.

## Beskrivning
Uttrycket kommer av formen på en efterfrågekurva där fördelningen till vänster bildar en liten skock. Till höger om denna faller kurvan snabbt och bildar en "lång svans". Anderson menade att det sammanlagda försäljningsvärdet av de småsäljande produkterna kan vara lika stort som värdet på de produkter som traditionellt ansetts som bäst- eller storsäljare. Därför kan det i den elektroniska tidsåldern med låga eller inga lagerhållningskostnader vara värt att satsa även på produkter i en smal nisch.
Typiska branscher där denna affärsmodell visat sig framgångsrik är internetbaserade musikaffärer och bokhandlare som Amazon.com.
2014 gjorde två forskare vid Massachusetts Institute of Technology en undersökning omkring bokpriser och fann att ett visst urval böcker kostade mer på Internet än i den vanliga bokhandeln. Orsaken skulle ha varit att tänkbara konsumenter via Internets bokhandlar och antikvariat fick reda på att boken fanns och därför bidrog till en ökad efterfrågan; ökad efterfrågan leder i en marknadsekonomi ofta till högre priser. De högre priserna på Internet gällde mer svårfunna böcker, medan priserna för bästsäljare inte skilde sig åt i någon större utsträckning.

## Uppföljande bok och kritik
Chris Anderson har även gett ut en bok i ämnet med titeln The Long Tail : Why the Future of Business Is Selling Less of More. Boken har kommit i svensk översättning, med samma titel, våren 2007.
I boken utvidgar Anderson sin teori om Den långa svansen till att gälla affärsverksamhet i stort. Denna mer generella ekonomiska teori har inte fått stå helt oemotsagd. Tim Wu, skribent på Slate, försökte i sin recension av boken reda ut hur Den långa svansen och verkligheten hängde samman. Dels ansåg Wu att grundidén med att ökad räckvidd (genom Internet-exponering) gav ökad efterfrågan och omsättning, åtminstone för Internetaktörer med utbyggd närvaro. Detta innebär att Amazon.com och Google kunde leva gott på Den långa svansen, likt bardvalar kunde växa sig stora på stora mängder små lysräkor.
Bokens slutsats "Därför är affärsframtiden att sälja mer av mindre" var enligt Tim Wu mindre övertygande. I boken försöker Anderson förklara entreprenad (vad gäller arbetstillfällen) som del av Den långa svansen, liksom Internetutbildning. Enligt Wu menar Anderson till och med att teorin går att använda inom internationell säkerhetspolitik, där Al Qaida även fungera som en sorts leverantör av nischade tjänster.
Wu ansåg i sin text att teorin om Den långa svansen passade bäst till medieprodukter som musik, böcker, filmer och liknande. Där har folk klara preferenser och är villiga att betala extra för rätt produkt. Oljeindustrin är enligt Wu en helt annan sorts näringsgren, där produkterna är mer utbytbara och märkeslojalitet är mindre utbredd. Även inom informationsteknologin är standardiserade produkter mer betydelsefulla än märket, på grund av produkternas identitet som medel för att nå något annat och inte den slutgiltiga produkten.
Även andra skribenter har noterat Andersons förenklade syn på tillgång och efterfrågan sett över hela marknadsekonomin.